# 浦南镇 (连云港市)
34°38′36″N 119°06′31″E / 34.6432842°N 119.1086937°E
浦南镇是中华人民共和国江苏省连云港市海州区下辖的一个镇。

## 行政区划
浦南镇下辖以下行政区：
康宁社区、太平渔业村、下滩村、半滩村、浦北村、唐顶村、汪新村、草舍村、新湾村、新建村、江浦村、龙浦村、官阳村、许安村、浦南村、潘圩村、新圩村、富安村和尹巷村。

## 水文
流经境内有鲁兰河，乌龙河，蔷薇河，新沭河等河流，水源充足。

## 气候
临海，四季分明，温带季风气候，年平均气温14℃。

## 农业
耕地面积8万亩，种植多种农作物。主要粮食作物为水稻，小麦，普遍撒播。虽然处于暖温带，但靠近亚热带有充足的热量，并且境内河流提供了充足的水源可以种植水稻，油菜等对热量水量要求较高的作物。暖温带作物小麦，西红柿，草莓，花生等。

## 历史
原属东海县，2008年3月划入新浦区。

## 教育
实行九年制义务教育，学校有浦南中心小学及附属村小，初中有浦南中学和浦南中学太平分校。

## 交通
交通便捷。靠近连云港港口、白塔埠机场；陇海铁路经过境内；内河运输便利；汾灌高速公路、310国道、204国道、323省道纵横交错，镇内干道主要有龙浦路，中心路，长江路，黄河路等。

## 经济
浦南开发区和浦南太平工业园为主体，初步形成了电子、制药等产业，经济发展需迅速。